# 约翰·迪肯
约翰·理查德·迪肯（英語：John Richard Deacon，1951年8月19日—），英国前音乐人，因作为摇滚乐队皇后乐队的贝斯手而闻名。為乐队四人中最晚加入也是最年轻的成员，被其他三人招入时仅有19岁。迪肯為樂隊寫過不少歌曲，包括大熱歌曲《You’re My Best Friend》、《Another One Bites The Dust》及《I Want to Break Free》，並合寫《Under Pressure》、《Friends Will Be Friends》及《One Vision》等歌曲，以及負責管理乐队财务。
迪肯出生於萊斯特郡萊斯特，並在奧德比成長。他曾在當地樂隊「The Opposition」擔任貝斯手，後入讀倫敦切爾西學院電子工程系。在1971年，他憑藉自己的音樂和電子技能，尤其是自製的迪肯放大器，加入皇后樂隊。迪肯放大器更被吉他手布萊恩·梅在整個職業生涯中用來創建吉他管弦樂團的感覺。從樂隊第3張專輯《心痛》（Sheer Heart Attack）開始，迪肯為每張專輯創作至少1首歌曲，部分更成為大熱歌曲。除了貝斯，他也在樂隊的錄音室作品演奏過吉他、鍵盤和鋼琴。
在1991年佛萊迪·墨裘瑞的逝世及翌年的佛萊迪·墨裘瑞致敬演唱會後，迪肯只與樂隊其餘成員布莱恩·梅和罗杰·泰勒進行零星的表演，然後在錄製歌曲《No-One but You (Only the Good Die Young)》後的1997年正式從音樂界退休，沒有参与梅与泰勒共同進行的任何表演及計劃。

## 早年
约翰·迪肯於1951年8月19日在萊斯特倫敦路聖弗朗西斯私立醫院出生，並在英格兰莱斯特郡长大。父亲亚瑟·亨利（Arthur Henry）曾在保险公司Norwich Union工作、母亲為莉莉安（Lilian Mollie Perkins Deacon）。迪肯為家中長子，有一名妹妹為朱莉（Julie）他在朋友和乐队伙伴中的昵称为“Deaks”或“Deaky”。迪肯一家後於1960年搬到奧德比（Oadby）的市外居住區居住。他曾於位於萊斯特的林登小學、位於奧德比的卡特里高中及比徹姆文法學校就讀。就學期間，他開始對電子學感興趣，曾閱讀相關的雜誌並製造小型設備，包括改裝了一個能直接從收音機中錄製音樂的盤到盤磁帶座。迪肯也是一名靈魂樂愛好者。他以全A成绩通过八門普通教育文憑普通程度考試（O-Level）及三门普通教育高級程度證書（A-Level）考试。

## 音乐生涯
在1965年，當時14歲的迪肯在莱斯特郡组建了他的第一支乐队“The Opposition”。他在乐队中演奏用乐队伙伴Richard Young借他的钱买的节奏吉他。後來因为乐队中原来的贝斯手水平太糟糕而被开除，他便转而成为贝斯手。此外，迪肯也是乐队的档案管理员，負責把报纸上的相關報道都剪下来。在乐队中待了四年后，在樂隊已為3首歌錄製醋酸鹽碟片後的1969年8月，迪肯進行最后一次演出後離團。随后到伦敦的切尔西学院（现并入伦敦国王学院）上大学，並在1971年以一等学术荣誉畢業並取得电子工程学位。作為深紫樂隊的粉絲，迪肯在同年9月曾於皇家阿爾伯特音樂廳觀看過樂隊與皇家愛樂樂團進行，名為深紫與管弦樂團協奏曲的表演。
尽管他把自己的贝斯和扩音器留在了奧德比，大一也没有参与乐队，但到了第二年他又想加入一个乐队了。此时皇后乐队已经由布莱恩·梅、弗雷迪·默丘里和罗杰·泰勒组建，迪肯曾在1970年10月見过他们但未被打動。不久，他短暫地組成立了一隊名為“Deacon”的樂隊，並在切爾西學院進行一場現場表演。
1971年初他被一个在迪斯科認識的朋友介绍给梅和泰勒，告诉他他们的乐队的贝斯手剛離團。几天后他在帝国理工学院的一间教室面试并成为皇后乐队的最后一名成员。迪肯加入時僅有19歲，為樂隊中最晚加入及最年少的成員由于乐队的上一个贝斯手抢去默丘里的风头，他们选择了迪肯是因为他的音乐天赋、安静的举止和电子技术。曾有一個長期存在的傳說聲稱迪肯是第七位參加面試的貝斯手，但資料顯示，樂隊的貝斯手按加入先後次序，分別為：邁克·格羅斯（Mike Grose）、巴里·米切爾（Barry Mitchell）、道格·鮑吉（Doug Bogie）和迪肯。迪肯後於6月在肯辛頓的房地產管理學院（College of Estate Management）與樂隊進行他的第一場演出。
在樂隊於1973年發行的第1張專輯《Queen》中，為了令「名字聽起來更有趣」，他的名字被標注為「Deacon John」。他後來被要求由第2張專輯《Queen II》開始的所有專輯均需使用真實姓名標注。
迪肯作為歌曲作者的第一首歌曲為收錄於第3張專輯《心痛》（Sheer Heart Attack），以加勒比為主題的歌曲《Misfire》，並幾乎演奏所有吉他部分，也與樂隊其他成員合寫《Stone Cold Crazy》。因為梅在開始錄製時肝炎發作而要留院觀察，迪肯也負責演奏吉他指南部分。他的第二首歌《You’re My Best Friend》收錄於第4張專輯《歌劇之夜》，為寫給當時的準妻子维罗妮卡（Veronica Tetzlaff）的歌曲。該歌曲在發行不久成為國際大熱歌曲。直到在《奇蹟》（The Miracle）及《譏諷》（Innuendo）將歌曲創作者標為樂隊一同創作前，迪肯傾向於為每張專輯創作1至2首歌。他所寫的大熱歌曲《Another One Bites The Dust》為根據他在早期對靈魂樂的熱愛而寫的一首舞曲。歌曲在美國黑人及白人音樂電台均有播放。在1980年代，因他與墨裘瑞都想改變樂隊的音樂方向，而開始進行更多合作。
迪肯在1982年的專輯《炙熱空間》（Hot Space）擔任重大角色：因為其受到靈魂樂及摩城風格的影響，他在開場曲《Staying Power》負責旋律吉他部分，並在自己的作品《Back Chat》演奏吉他。此舉引起梅的不滿，因為梅的吉他獨奏的風格並不符合迪肯的要求，兩人因而產生一場激烈並充滿火藥味的爭論。在樂隊與大衛·鮑伊合作的歌曲《Under Pressure》中，迪肯也有為貝斯演奏的重覆樂段作出貢獻。在1980年代中，迪肯開始與其他樂隊合作，包括於史考特·高哈姆、西蒙·基克、米克·拉爾夫斯和偽裝者合唱團的成員馬丁·錢伯斯等人在內的超級樂團Jive Junior and Man Friday在1983年發行的單曲《Picking Up Sounds》演奏，以及參與The Immortals在1986年推出的歌曲《No Turning Back》的錄製。迪肯也在墨裘瑞及蒙特塞拉特·卡芭葉的單曲《How Can I Go On》演奏貝斯，也與艾爾頓·強和熱巧克力樂隊的成員埃羅爾·布朗合作。
迪肯認為他的歌曲創作與他在樂隊的音樂技巧同等重要。他後來說：「如果我一生都在樂隊𥚃擔任貝斯手，那我不會那麼滿意......我只會認為這是我工作的一部分。」

## 退休
在1991年11月墨裘瑞去世時，迪肯是最傷心的一位，這令他減少其音樂活動。他說：「就我們而言，就是這樣。繼續下去也毫無意義。佛萊迪是不可能被取代。」
在1992年4月20日的佛萊迪·墨裘瑞致敬演唱會后，迪肯和乐队的剩余成员一起登台演出了两次後決定退休：一次是1993年9月18日與泰勒一同參與，位於米德赫斯特的慈善演唱会，另一次是1997年1月17日於巴黎与默丘里的生前好友埃尔顿·约翰的在Bejart芭蕾舞舞團的開場中表演歌曲《表演必須繼續》（The Show Must Go On）。他後來於1997年10月短暫出現，並參與了乐队最后一首歌《No-One but You (Only the Good Die Young)》的錄製。該歌曲後來收錄於同年11月發行的合輯《Queen Rocks》。
據稱迪肯曾說過不喜歡梅、泰勒及羅比·威廉斯為電影《騎士風雲錄》所錄製的《我們是冠軍》（We are the Champions）翻唱版本。
由退休以來，迪肯一直置身於公眾的視線之外。他選擇不出席2001年樂隊被入選搖滾名人堂的儀式，以及不參加樂隊與保羅·羅傑斯之間，名為Queen + Paul Rodgers的合作，而貝斯部分則被丹尼·米蘭達（Danny Miranda）取代。在Queen + Paul Rodgers推出的專輯《搖滾星空》中，雖然貝斯部分分別由梅和羅傑斯負責，但也在CD上的內頁提及迪肯並表示感謝。梅說過迪肯仍然涉及樂隊的商業部分，但選擇置身於公眾的關注外。梅也表示迪肯批准樂隊的傳記電影《波希米亞狂想曲》的製作。據在電影飾演迪肯的演員約瑟夫·馬傑羅透露，迪肯曾寄出一封電郵給製作人表示恭賀。
在2013年，為紀念樂隊成立40週年及迪肯的音樂創作技巧，F·A·A·倫喬尼（F. A. A. Lecioni）特此以4位成員命名4種由他新發現的扁平豆娘。因此一個來自巴西的新豆娘品類Heteragrion被命名為Heteragrion johndeaconi。
在2014年的一篇收錄在《滾石雜誌》，有關Queen + Adam Lambert即將來臨的北美巡迴演唱會的採訪中，梅和泰勒承認除了有關財政問題外，兩人與迪肯沒有太多聯繫。泰勒說明：「（迪肯）完全從任何形式的社交接觸退休」，並將他的狀態描述為「有點脆弱」。梅補充：「不過他仍然關注財政狀況，約翰·迪肯就是約翰·迪肯。在跟他討論之前，我們不會承擔任何財政上的事務。」該次巡迴演唱會的貝斯手由尼爾·費爾克洛夫（Neil Fairclough）擔任。

## 音樂風格及設備

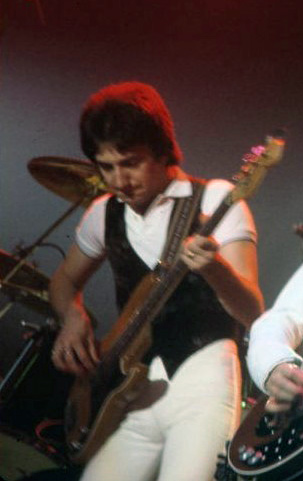
迪肯於1977年，在美國康乃狄克州紐哈芬體育館的舞台上

在1973年，《滾石雜誌》形容泰勒與迪肯的組合「具有爆炸性，是一個龐大的聲波火山，其噴發能使地球顫抖。」除了貝斯，迪肯也有演奏吉他，並在不少專輯接手旋律部分，以及一些原聲表演。在《炙熱空間》中，部分出現Fender Telecaster乾淨的單線圈聲音的吉他作品均出自他。他偶爾會在自己的作品使用合成器，並經常在鋼琴上作曲，例如在《You're My Best Friend》一曲中演奏Wurlitzer電鋼琴；另外在《Spread Your Wings》中，雖然在實際錄製時的鋼琴部分是由墨裘瑞演奏，但在音樂視頻中可以看到在彈鋼琴的是迪肯。與另外三名成員不同，迪肯沒有為樂隊的唱片上唱歌，但他在現場表演中偶爾會唱和聲部分。
迪肯的第一支貝斯是一支Eko吉他，並在「The Opposition」時期使用，後來換成里肯巴克吉他4001。在樂隊的大部分職業生涯中，他都使用芬達夕陽漸層貝斯，該貝斯曾進行多次外觀更改。在職業生涯將結束前，他改用一支由羅傑·吉芬（Roger Giffin）設計的客製貝斯。迪肯偶爾在現場表演使用厄爾尼·鮑爾MusicMan Stingray貝斯。作為受過訓練的電子工程師，他曾經常為樂隊製造裝備，當中最著名的創造是於1971年，由多件在垃圾桶尋找到的電子設備組成的迪肯放大器。他和梅在整個皇后唱片生涯中一直使用該放大器。梅更將它放在自己的錄音室內。樂隊專輯中許多令人聯想到「吉他管弦樂團」的聲音，均使用這個放大器產生。
迪肯通常使用手指，並非撥子演奏貝斯。他認為Chic樂隊、麥可·傑克森和史提夫·汪達對自己有影響。他最喜歡的貝斯手是前衛搖滾樂隊Yes的克里斯·思奎爾和何許人合唱團的約翰·恩特維斯托。迪肯的演奏標誌是他的低音演奏。在1975年，一篇對專輯《心痛》的評論說：「直到最後，樂隊的新開始才能認識到約翰·迪肯的鮮明標誌......在皇后樂隊中最不為人知的音樂家是在他的搖滾世代中最有能力的音樂家之一。」

## 私生活
迪肯是乐队中“安静”的那一个，其他成员说他是负责管理乐队财政的。儘管樂隊的其他成員認為迪肯是最適合的貝斯手，但他在排練時幾乎沒有說話，也避免爭論。据友人罗伯特·阿华易说：“约翰年少时就失去了父亲。弗雷迪死后他遭受了抑郁的痛苦，我不确定他有没有走出来过。”
妻子為來自謝菲爾德的前實習老師维罗妮卡·特茨拉夫（Veronica Tetzlaff），兩人於1975年1月18日结婚，並居住位於伦敦西南部的帕特尼。两人共有六个孩子，按照出生次序為：罗伯特（Robert，1975）、迈克尔（Michael，1978）、劳拉（Laura，1979）、乔舒亚（Joshua，1983）、卢克（Luke，1992）和卡梅隆（Cameron，1993）。當中盧克曾在電影《波希米亞狂想曲》客串一角，而么子卡梅隆為一名YouTuber。
樂團從原本的管理公司Trident分裂出來的原因之一是它拒絕借錢給迪肯作支付房屋的保證金。根據2019年《星期日泰晤士報》富豪榜，迪肯的身價為1.3億英鎊。

## 作品
曾以單曲形式發行的歌曲
- 《歌劇之夜》（A Night at the Opera）的《You’re My Best Friend（英语：You're My Best Friend (Queen song)）》[34]
- 《世界新聞》（News of the World）的《Spread Your Wings（英语：Spread Your Wings）》[71]
- 《遊戲》（The Game）的《Another One Bites The Dust（英语：Another One Bites The Dust）》及《Need Your Love Tonight（英语：Need Your Love Tonight）》[34]
- 《炙熱空間》（Hot Space）的《Back Chat（英语：Back Chat）》[72]
- 《傑作》（The Works）的《I Want to Break Free（英语：I Want to Break Free）》[72]
- 《另一種神奇》（A Kind of Magic）的《One Year of Love（英语：One Year of Love）》、《Pain Is So Close to Pleasure（英语：Pain Is So Close to Pleasure）》及《Friends Will Be Friends（英语：Friends Will Be Friends）》（後面2首為與墨裘瑞合作）[73]

收錄於專輯的歌曲
- 《心痛》（Sheer Heart Attack）的《Misfire》[74]
- 《競賽之日》（A Day at the Races）的《You and I》[75]
- 《世界新聞》的《Who Needs You》[76]
- 《爵士》（Jazz）的《If You Can't Beat Them》和《In Only Seven Days》[77]
- 《飛天大戰》（Flash Gordon）的《Execution of Flash》（為純音樂）及《Arboria (Planet of the Tree Men) 》[78]
- 《炙熱空間》的《Cool Cat》（為與墨裘瑞合作）[79]
- 《奇蹟》（The Miracle）的《Rain Must Fall》（為與墨裘瑞合作）[80]
- 《譏諷》（Innuendo）的《The Hitman》（為與墨裘瑞及梅合作）[81]
- 《天堂製造》（Made in Heaven）的《My Life Has Been Saved》[82][nb 7]

個人創作
- Jive Junior and Man Friday在1983年的單曲《Picking Up Sounds》[34]
- The Immortals的《No Turning Back》（收錄於電影消失的戰線（英语：Biggles: Adventures in Time）的音樂原聲帶）[84]